# Zündapp DB 202
Die DB 202 ist ein Motorrad der Zündapp Werke München GmbH. Sie wurde von Ernst Schmidt entwickelt, in den Jahren 1951 bis 1952 gebaut und für ca. 1350 DM verkauft.
Das Kraftrad entstand aus der Weiterentwicklung der DB 201 und hatte nicht mehr die Handschaltung am Tank (3-Gang), sondern ein Vierganggetriebe mit Fußschaltung. Beim Ziehkeilgetriebe der DB 202 sind ständig alle Zahnräder im Eingriff und laufen mit. Wegen der Fußschaltung musste das Motorgehäuse geändert werden. Der außenliegende Ausrückhebel der Kupplung wurde dabei von der Gehäuseoberseite an die Rückseite des vertikal geteilten Motorgehäuses gelegt. Der Fußschalthebel verläuft unter dem Motorgehäuse auf die linke Fahrzeugseite.
Auf Wunsch konnte bei den Modellen DB 200, DB 201 und DB 202 eine Jurisch-Hinterradfederung nachgerüstet werden (Aufpreis 125 DM). Diese Hinterradfederung gab es an der DB 203 „Comfort“ und der DB 234 „Norma-Luxus“ serienmäßig, für jüngere Modelle verwendete Zündapp eigene Hinterradfederungen.

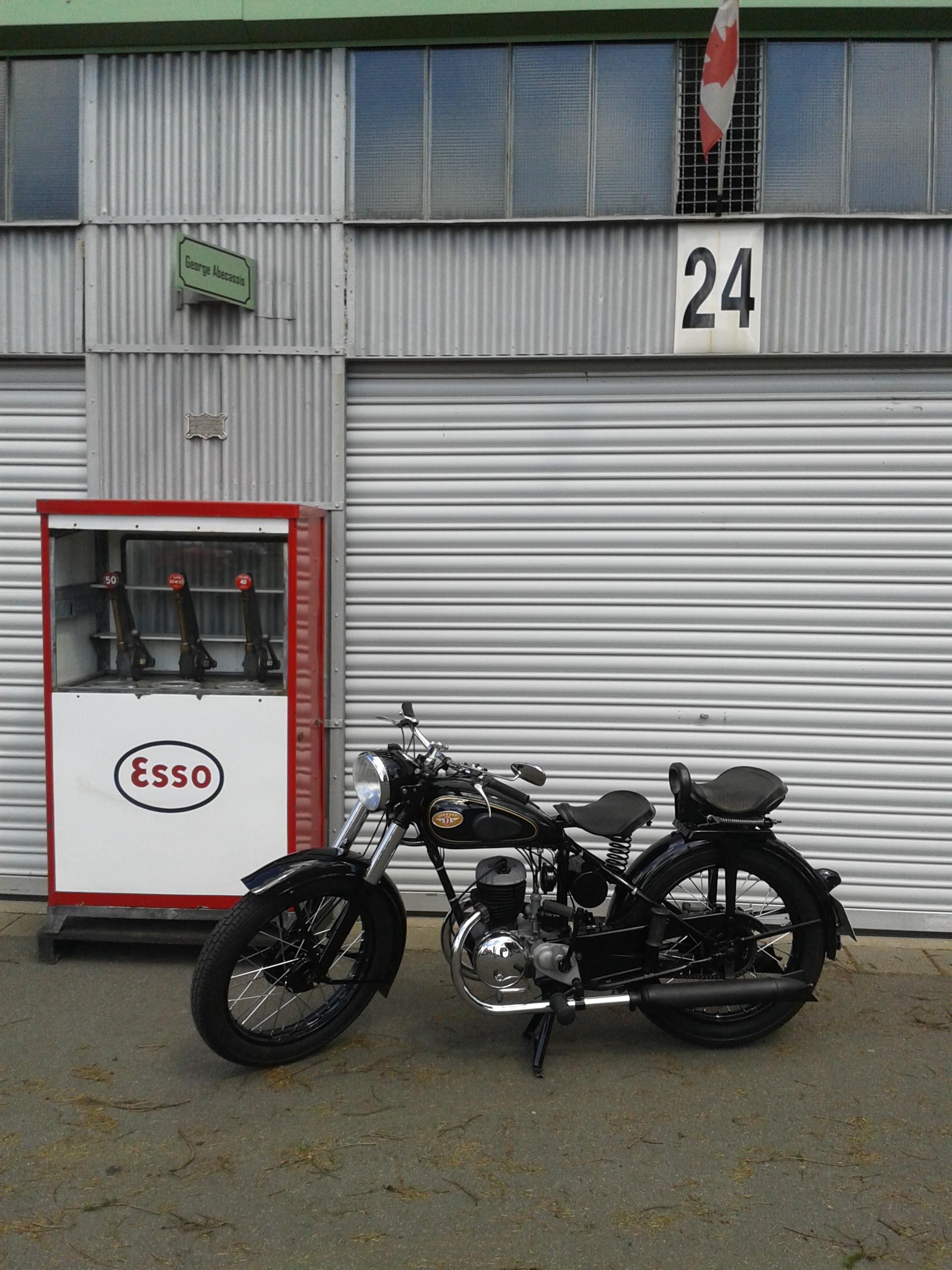
Zündapp DB 202

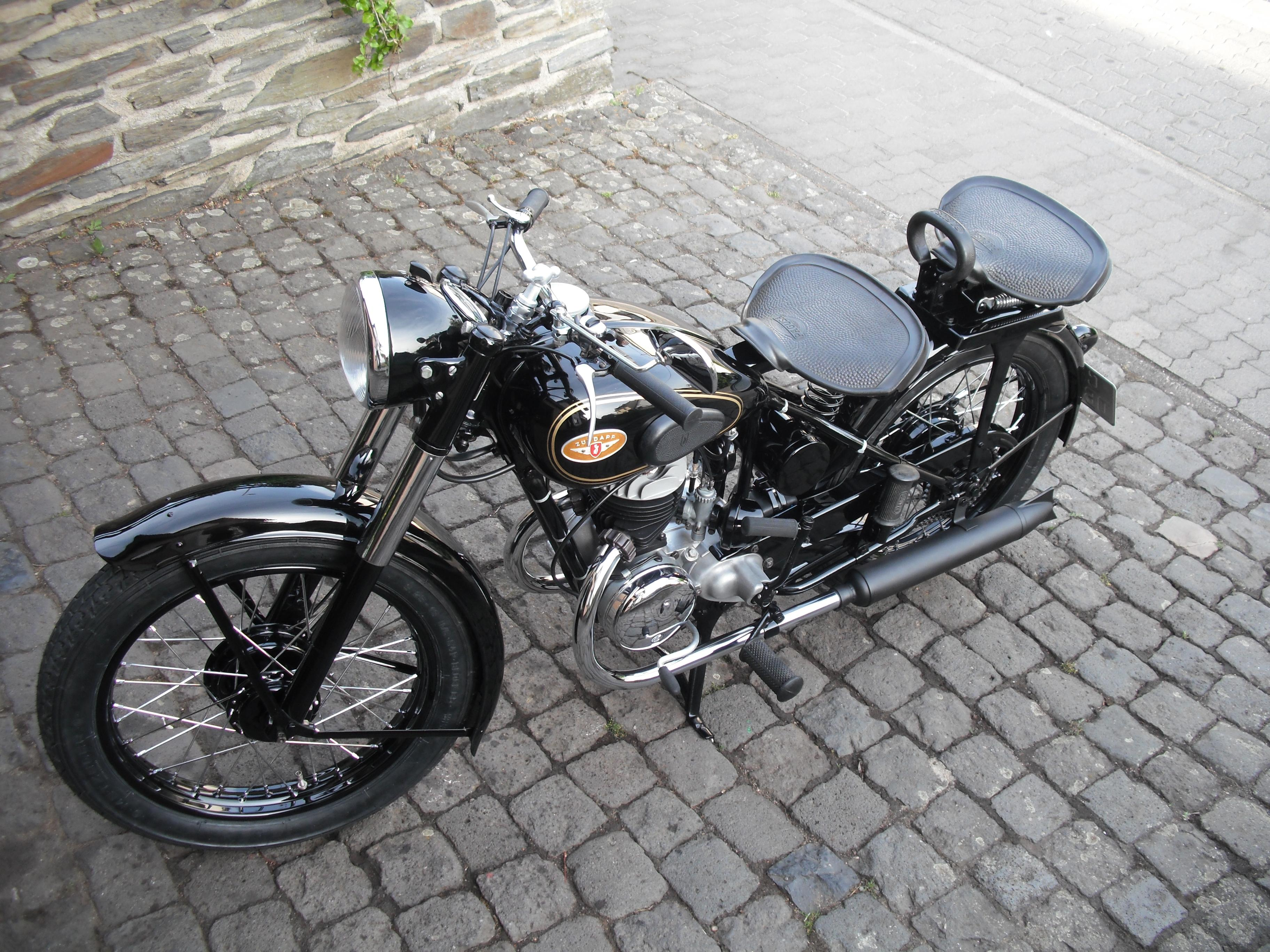
Zündapp DB 202 mit Sozius

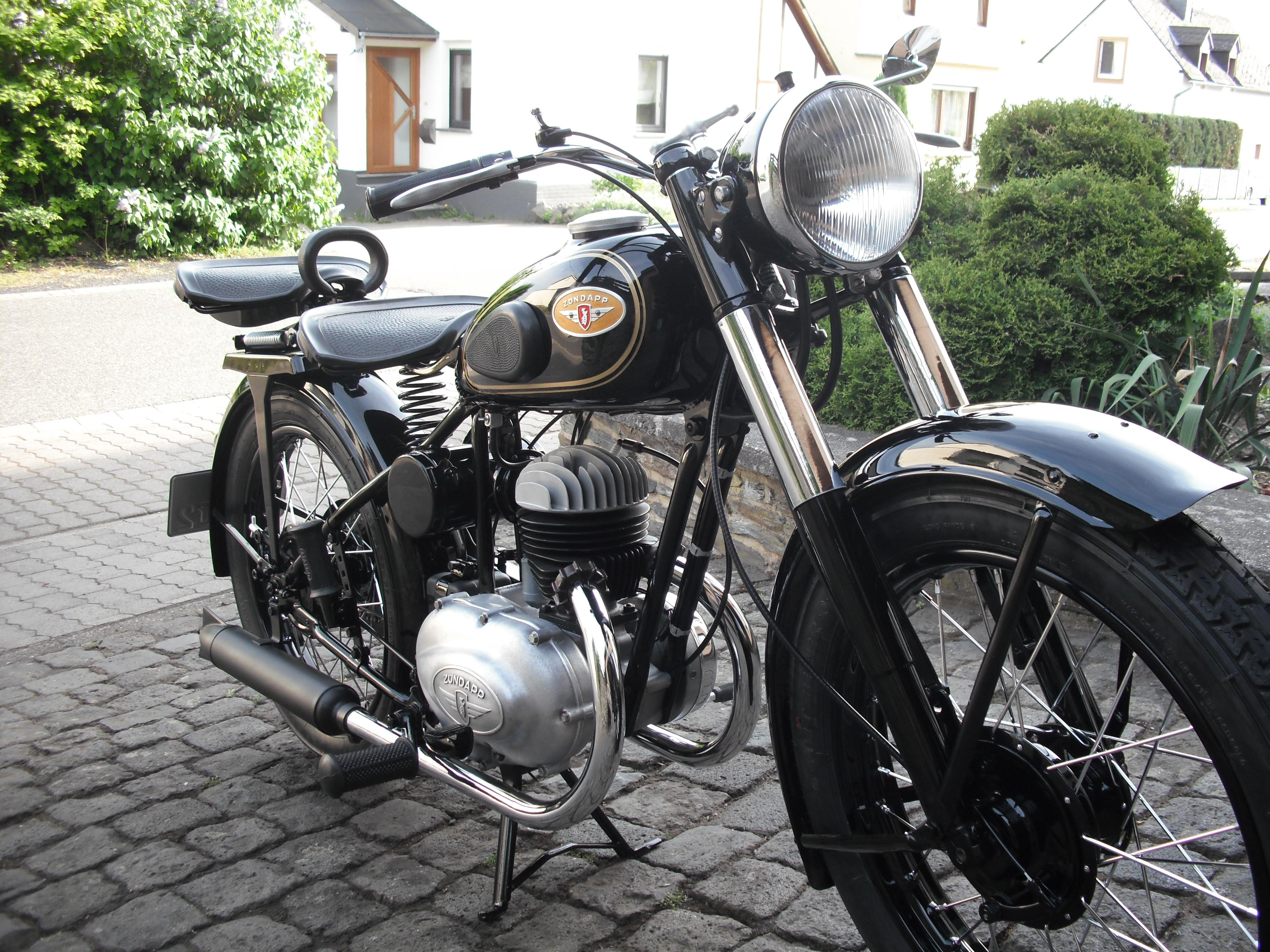
Zündapp DB 202 ohne Jurisch-Hinterradfederung

| Motor                      | 1 Zyl., 2-Takt, fahrtwindgekühlt           |
| Hubraum                    | 198 cm³                                    |
| Bohrung × Hub              | 60 mm × 70 mm                              |
| Leistung kW (PS) bei 1/min | 5,5 (7,5) / 4000                           |
| Schmierung                 | Gemisch 1 : 25                             |
| Vergaser                   | Bing 2/22/13                               |
| Zündung                    | Batterie-Zündlicht-Anlage                  |
| Beleuchtung                | 6 V/60 W                                   |
| Primärantrieb              | Hülsenkette im Ölbad                       |
| Kupplung                   | Mehrscheiben im Ölbad                      |
| Getriebe – Bauart          | Ziehkeil (4-Gang)                          |
| Getriebe – Schaltung       | Fußschaltung                               |
| Sekundärantrieb            | Rollenkette                                |
| Starter                    | Kickstarter                                |
| Rahmen – Bauart            | Schmiedeteile, U-Bleche, Rohr, verschraubt |
| Vordergabel                | Teleskopgabel, ungedämpft                  |
| Räder – Bauart             | Speichen                                   |
| Bereifung                  | 19 × 3,25                                  |
| Bremsen                    | Trommelbremse vorne/hinten                 |
| Sitz                       | Gummi-Schwingsattel                        |
| Tank                       | Satteltank                                 |
| Tankinhalt                 | 12 Liter                                   |
| Gewicht                    | 125 kg                                     |
| Höchstgeschwindigkeit      | 85 km/h                                    |
| Verbrauch                  | ca. 2,6 l/100 km                           |
| Seitenwagentauglich        | ja                                         |